# Cihelna (Hlavňovice)
Cihelna (německy Antoniendorf) je část obce Hlavňovice v okrese Klatovy v Plzeňském kraji v Šumavském podhůří. Ve vesnici se nachází 21 domů. Do roku 1848 byla vesnice poddána zemskému statku Horní Staňkov.

## Historie
První písemná zmínka o vesnici pochází z roku 1840. Za války se Cihelna jmenovala Antoniendorf. Existovala kronika obce, bohužel byla ztracena. Za protektorátu patřila Německu.

## Obyvatelstvo
| Rok            | 1869 | 1880 | 1890 | 1900 | 1910 | 1921 | 1930 | 1950 | 1961 | 1970 | 1980 | 1991 | 2001 | 2011 | 2021 |
| -------------- | ---- | ---- | ---- | ---- | ---- | ---- | ---- | ---- | ---- | ---- | ---- | ---- | ---- | ---- | ---- |
| Počet obyvatel | 113  | 108  | 94   | 107  | 103  | 99   | 97   | 84   | 78   | 72   | 56   | 34   | 25   | 29   | 28   |
| Počet domů     | 14   | 14   | 13   | 14   | 13   | 14   | 15   | 13   | 13   | 15   | 13   | 15   | 15   | 18   | 19   |

## Obecní správa
Při sčítání lidu v letech 1850–1949 Cihelna byla osadou obce Maršovice v okrese Sušice. V letech 1950–1959 byla osadou obce Přestanice v okrese Sušice. Od roku 1960 je částí obce Hlavňovice v okrese Klatovy.

## Doprava
Cihelna je obsluhována autobusovou linkou 433520 Velhartice–Sušice a linkou 433620 Sušice – Hory Matky Boží. Na území Cihelny se nachází zastávky Hlavňovice, Cihelna a Hlavňovice, Cihelna, Zápotočí.
Nejbližšími železničními stanicemi jsou Mokrosuky (pět kilometrů) a Kolinec (osm kilometrů po silnici, 5,5 kilometru po žluté turistické trase). Obě tyto stanice leží na železniční trati č. 185 Domažlice – Klatovy – Horažďovice předměstí.
Autobusem je pak dostupná také železniční stanice Sušice na stejné trati.

## Turistika
Turistické rozcestí KČT se nachází u křižovatky v horní části obce, blízko autobusové zastávky. Křižuje se zde červená se žlutou značenou trasou.
Jižním směrem vede červená trasa přes Svojšice a vrchol Svatobor do Sušice, kde se rozděluje na dvě větve: jedna z nich se přiblíží ke státní hranici a podél ní pokračuje až do Děčína, druhá pokračuje do Vimperku, kde se opět dělí do dvou směrů na Horažďovice nebo Volary.
Severním směrem pokračuje červená z Cihelny na Velhartice a Luby, kde se opět dělí do dvou směrů a to na Špičák a do Klatov.
Žlutě značená trasa z rozcestí na Cihelně vede jihozápadním směrem přes Maršovice, Hartmanice až na rozcestí Vodní kanál blízko jezera Laka. Východním směrem tato trasa pokračuje přes Hory Matky Boží k železniční stanici Kolinec.

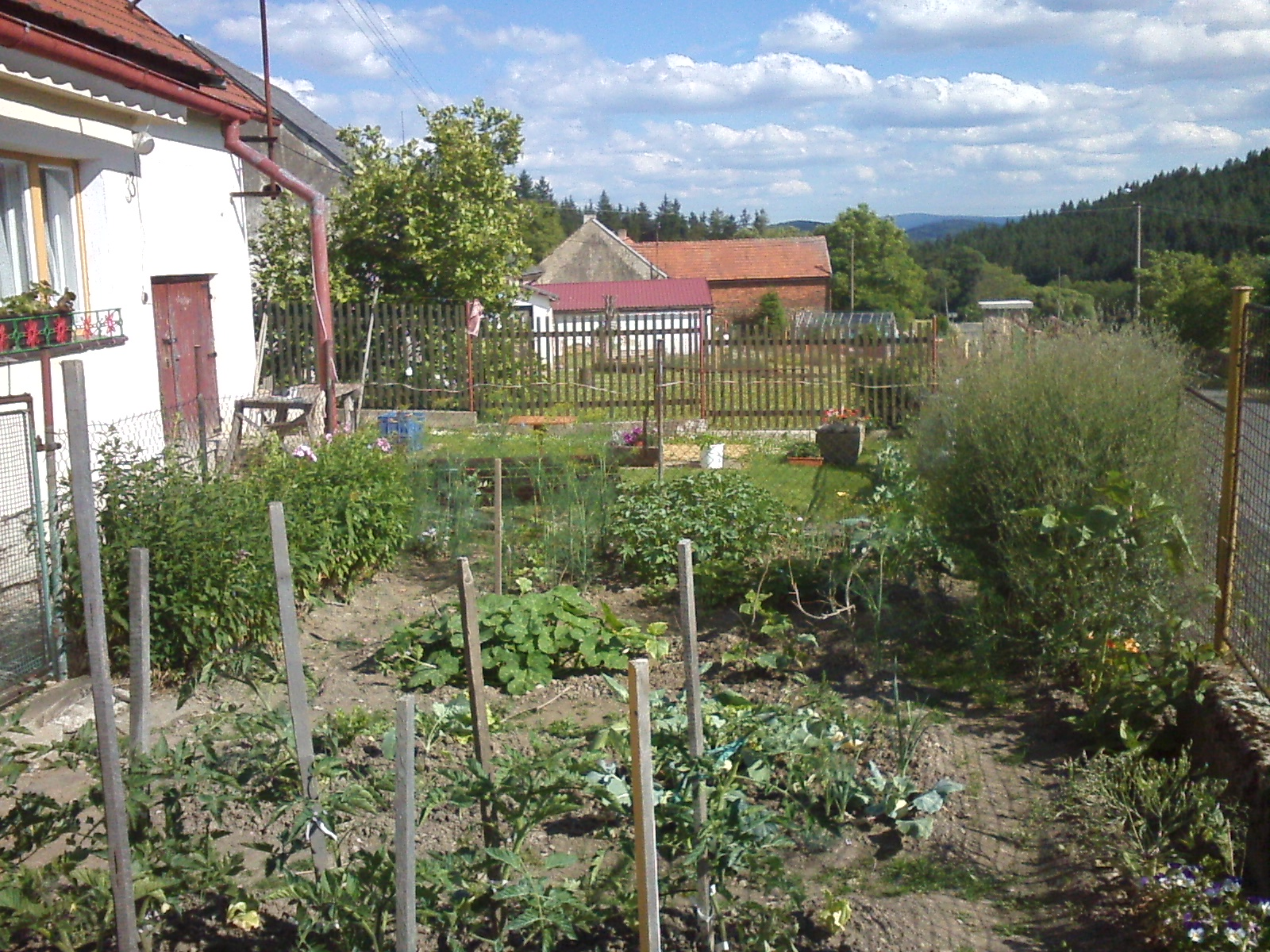
Zahrada u domu čp. 3

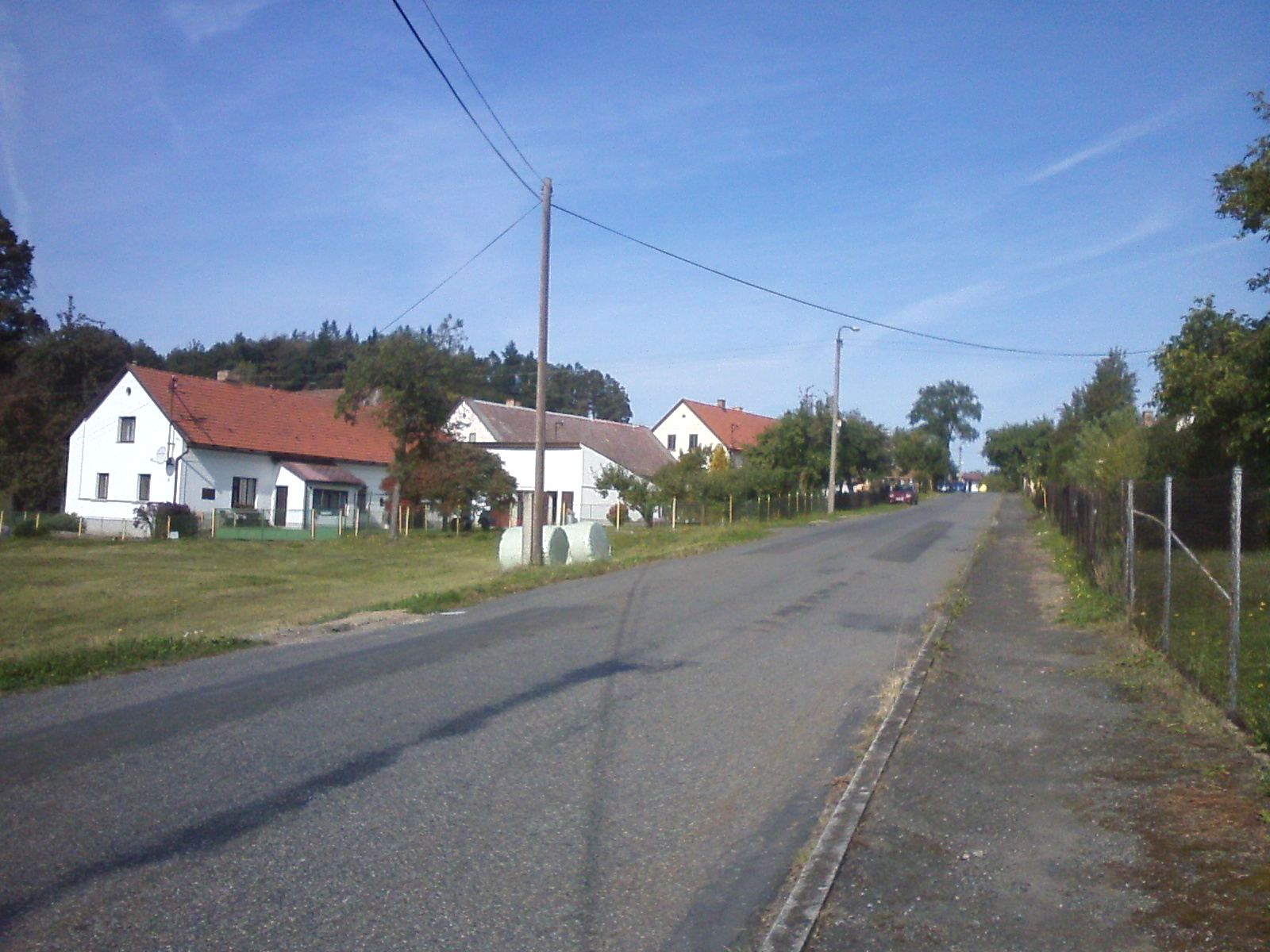
Pohled od Maršovic

Celý region je protkán také hustou sítí cyklistických tras a Cihelna je jejich důležitou křižovatkou. Křižují se zde trasy 2031 a 2092. Začíná zde trasa 2087. Z Cihelny lze tudíž na kole vyrazit celkem do pěti směrů: Horní Staňkov, Drouhavec, Maršovice, Svojšice a Přestanice.

## Flusárna
Dům ev. č. 1 stojící na louce pod vesnicí sloužil kdysi jako flusárna. Bylo to místo, kde se z dřevěného popela vyráběl uhličitan draselný - tzv. potaš, neboli flus, který byl důležitou surovinou při výrobě skla.